# Deadly Weapon
Pour plus de détails, voir Fiche technique et Distribution.
Deadly Weapon (Deadly Weapon) est un film de science-fiction américain réalisé par Michael Miner, sortie en 1989.

## Synopsis
Une arme ultra-sophistiquée développée par l'armée, un pistolet contenant un mini réacteur nucléaire, est perdue dans la nature à la suite de l'accident du camion qui la transportait, tombé dans une rivière. Un jeune adolescent, souffre-douleur de ses camarades, Zeke s'en empare et l'utilise alors pour se venger de tous ceux qui le persécutaient. Dans le même temps, l'armée envoie un commando, mené par l'ultra-zélé Lieutenant Dalton, pour retrouver cette arme avant que son réacteur nucléaire n'explose…

## Fiche technique
- Titre : Deadly Weapon
- Titre original : Deadly Weapon
- Réalisation : Michael Miner
- Scénario : Michael Miner, George Lafia
- Production : Charles Band, Peter Manoogian, Debra Dion, Hope Perello
- Musique : Guy Moon
- Photographie : James L. Carter
- Montage : Peter Teschner, King Wilder
- Direction artistique : John Myhre
- Pays de production : États-Unis
- Langue : anglais
- Genre : science-fiction
- Durée : 89 minutes
- Date de sortie : 
  - États-Unis : 15 août 1989

## Distribution
- Rodney Eastman : Zeke
- Gary Frank : Lieutenant Dalton
- Sam Melville
- Joe Regalbuto
- William Sanderson : Révérend

## Distinctions

### Nominations
- Saturn Award 1990 : 
  - Meilleur jeune acteur (Rodney Eastman)